# Gustav-Adolf-Kirche (Berlin)

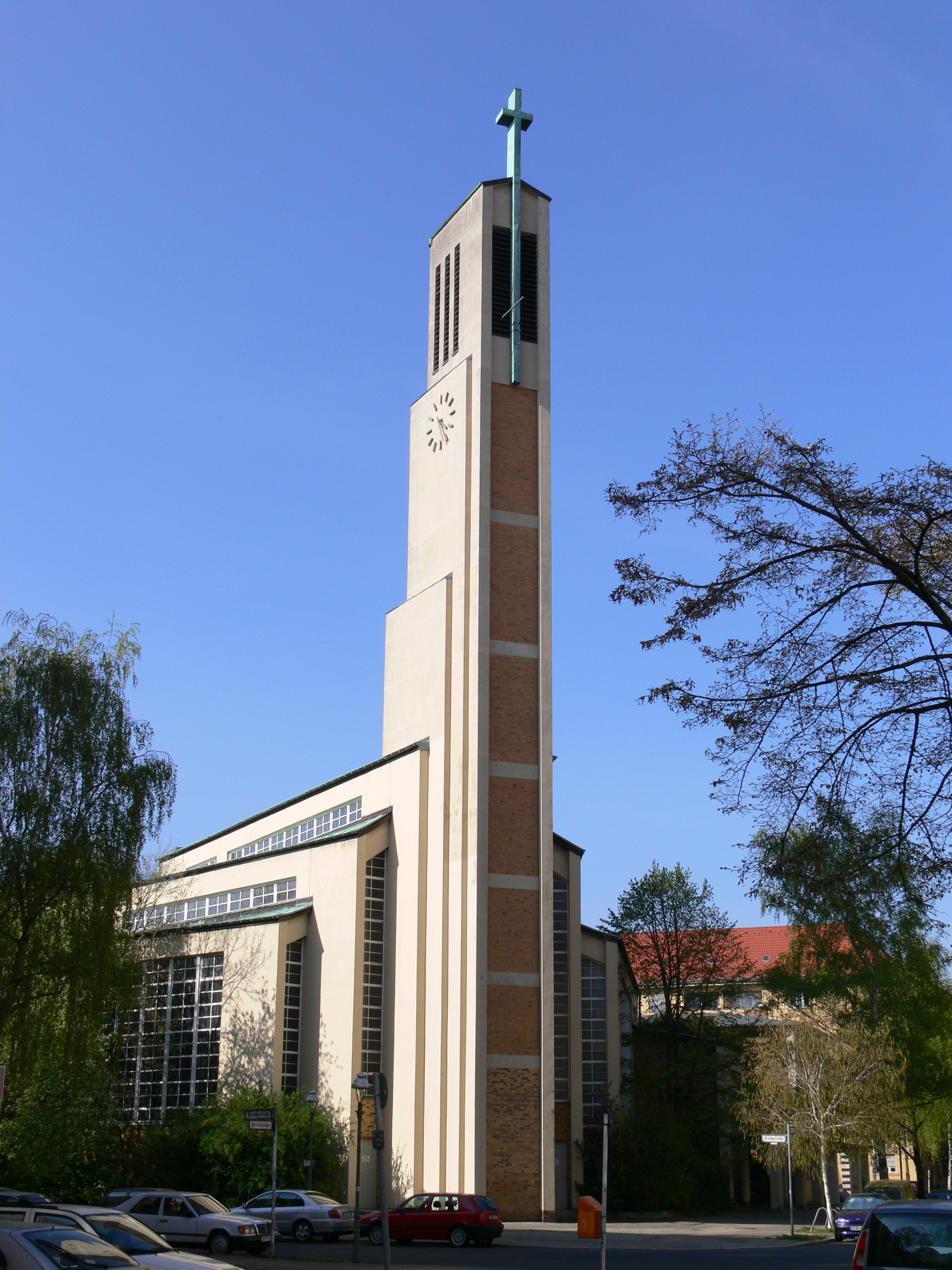
Gustav-Adolf-Kirche

Die evangelische Gustav-Adolf-Kirche ist ein vom Architekten Otto Bartning entworfenes Kirchengebäude im Berliner Ortsteil Charlottenburg. Sie ist nach dem protestantischen König Gustav II. Adolf von Schweden benannt.

## Geschichte

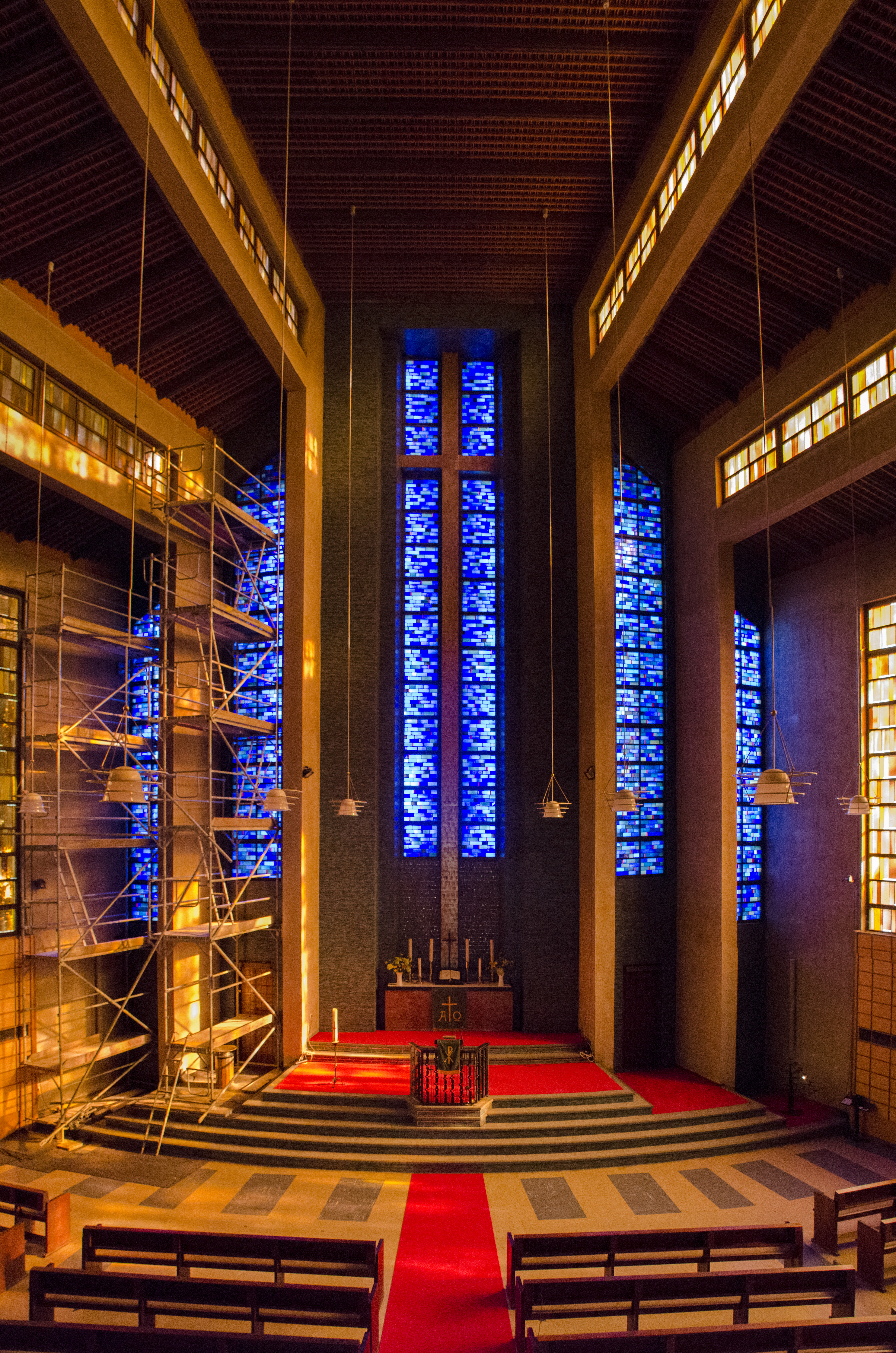
Innenraum, Blick zum Altar

Die 1915 selbstständig gewordene Gustav-Adolf-Gemeinde im nördlichen Charlottenburg hatte zunächst kein eigenes Kirchengebäude. Schließlich wurde 1924 ein Architektenwettbewerb für einen Kirchenbau mitten auf dem dreieckigen Gustav-Adolf-Platz (dem heutigen Mierendorffplatz) durchgeführt. Die 123 eingesandten Entwürfe zeigten sehr unterschiedliche Grundrisslösungen und Architekturauffassungen, die in Fachkreisen kontrovers diskutiert wurden. Keiner der prämierten Entwürfe konnte ausgeführt werden, da aufgrund des steigenden Verkehrsaufkommens die Freifläche in Platzmitte zugunsten der umliegenden Straßen beschnitten werden musste.
Wenige Jahre später erwarb der Gemeindekirchenrat ein Eckgrundstück mehrere Straßenblöcke weiter nordwestlich, südlich des Bahnhofs Jungfernheide, und beauftragte 1929 den damals schon renommierten Kirchenarchitekten Otto Bartning mit der Planung einer Kirche mit 1200 Plätzen. 1932 fand die Grundsteinlegung statt, und nach zwei Jahren Bauzeit konnte die Kirche im September 1934 eingeweiht werden. Die Baukosten beliefen sich auf 396.000 Mark (kaufkraftbereinigt in heutiger Währung: rund 2,15 Millionen Euro), dazu kamen noch 35.000 Mark für die Orgel und die Glocken. 1942 mussten die drei großen Bronze-Glocken für Rüstungszwecke abgeliefert werden, die kleine Glocke läutete noch bis 1962.
Nach schweren Schäden im Zweiten Weltkrieg wurde die Kirche mit Hilfe von Spendengeldern unter der Leitung von Otto Bartning von 1950 bis 1951 provisorisch wiederaufgebaut. Dabei zeigte sich, dass die tragenden Stahlbetonjoche die Zerstörung und das Feuer unversehrt überstanden hatten. Von 1962 bis 1963 wurde die Kirche dann etwas vereinfacht, aber möglichst originalgetreu wieder hergerichtet. 1964 kamen die neu gegossenen Glocken in den Turm. 1972 wurde die Orgel von Detlef Kleuker eingeweiht, die aus Erlösen aus Kirchkonzerten und Spenden aus der Gemeinde finanziert wurde.
Bereits 1957 wurde die Gustav-Adolf-Kirche unter Denkmalschutz gestellt, später auch das Gemeinde- und Schwesternhaus. Bis Ende Oktober jeden Jahres ist die Kirche donnerstags von 15 bis 18 Uhr zur Besichtigung geöffnet.

## Architektur

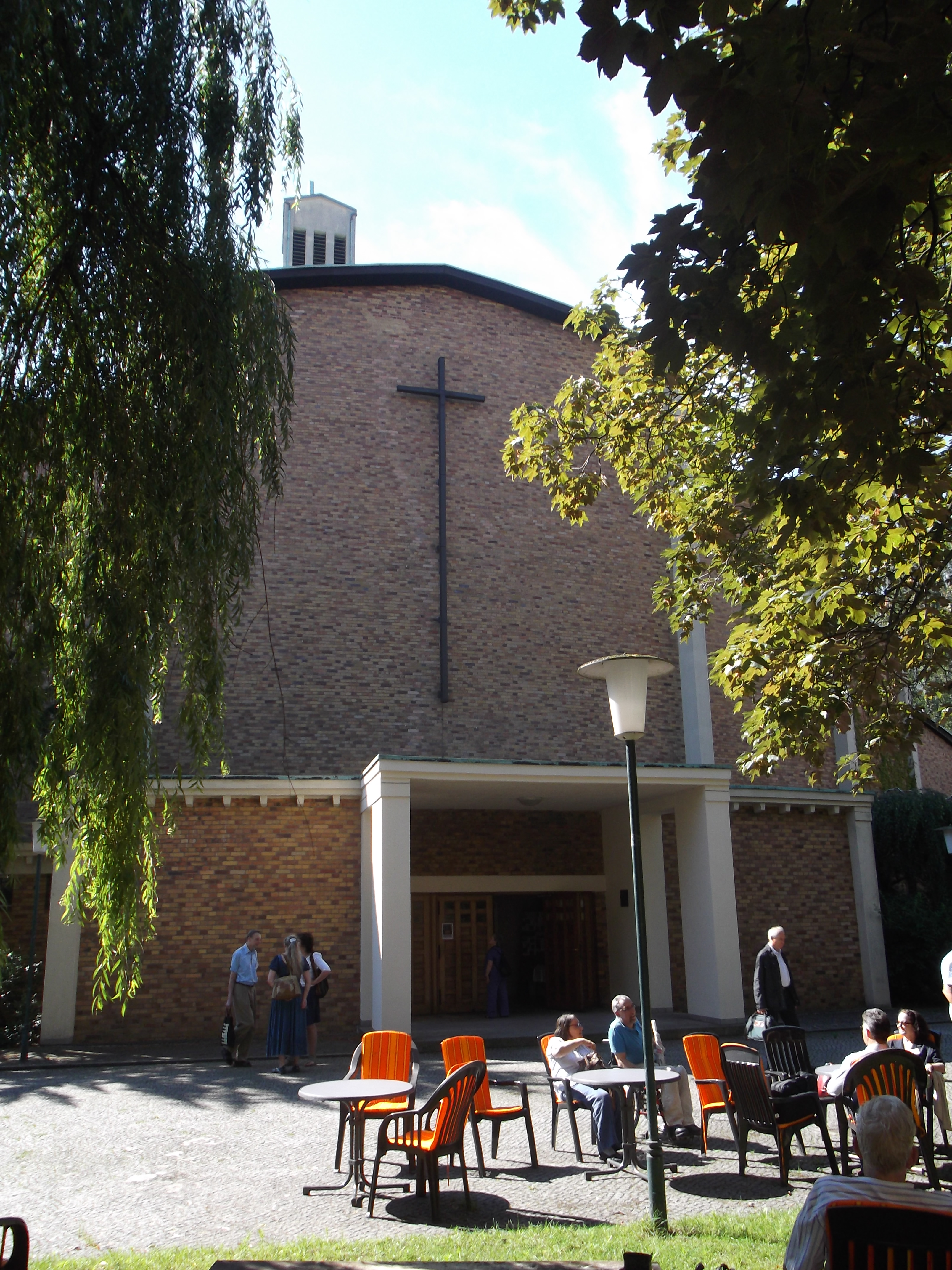
Kircheneingang

Die Gustav-Adolf-Kirche ist im Stil der Neuen Sachlichkeit bzw. des Neuen Bauens gestaltet. Der 47 Meter hohe Glockenturm steht an der Südostseite des Grundstücks, direkt an der Straßenkreuzung. Vom Turm aus breitet sich der Grundriss der Kirche fächerartig aus. Tragende Pfeiler und Joche aus Stahlbeton gehen vom Turm aus und fallen zu den Seiten hin ab. Das ausfüllende Mauerwerk besteht aus gelblichen Klinkern. Im Inneren dominieren bunt glasierte Ziegel und große Fensterflächen aus in Blei gefasstem Glas in warmen Farbtönen. Der Altar steht direkt am Fuß des Turms, ihm gegenüber sind eine Empore und die 1972 errichtete Orgel angeordnet. Der Innenraum ist 19 Meter hoch und wirkt sehr weiträumig.
Die seitlichen Ausläufer des Kirchenschiffs werden von zwei dreigeschossigen Gemeindehäusern flankiert, zwischen ihnen und der Kirche liegt die Zufahrt zum Haupteingang der Kirche. Ein ursprünglich geplanter großer Saal als Verbindung zwischen diesen beiden Flügelbauten wurde aus finanziellen Gründen nie ausgeführt.

## Orgel

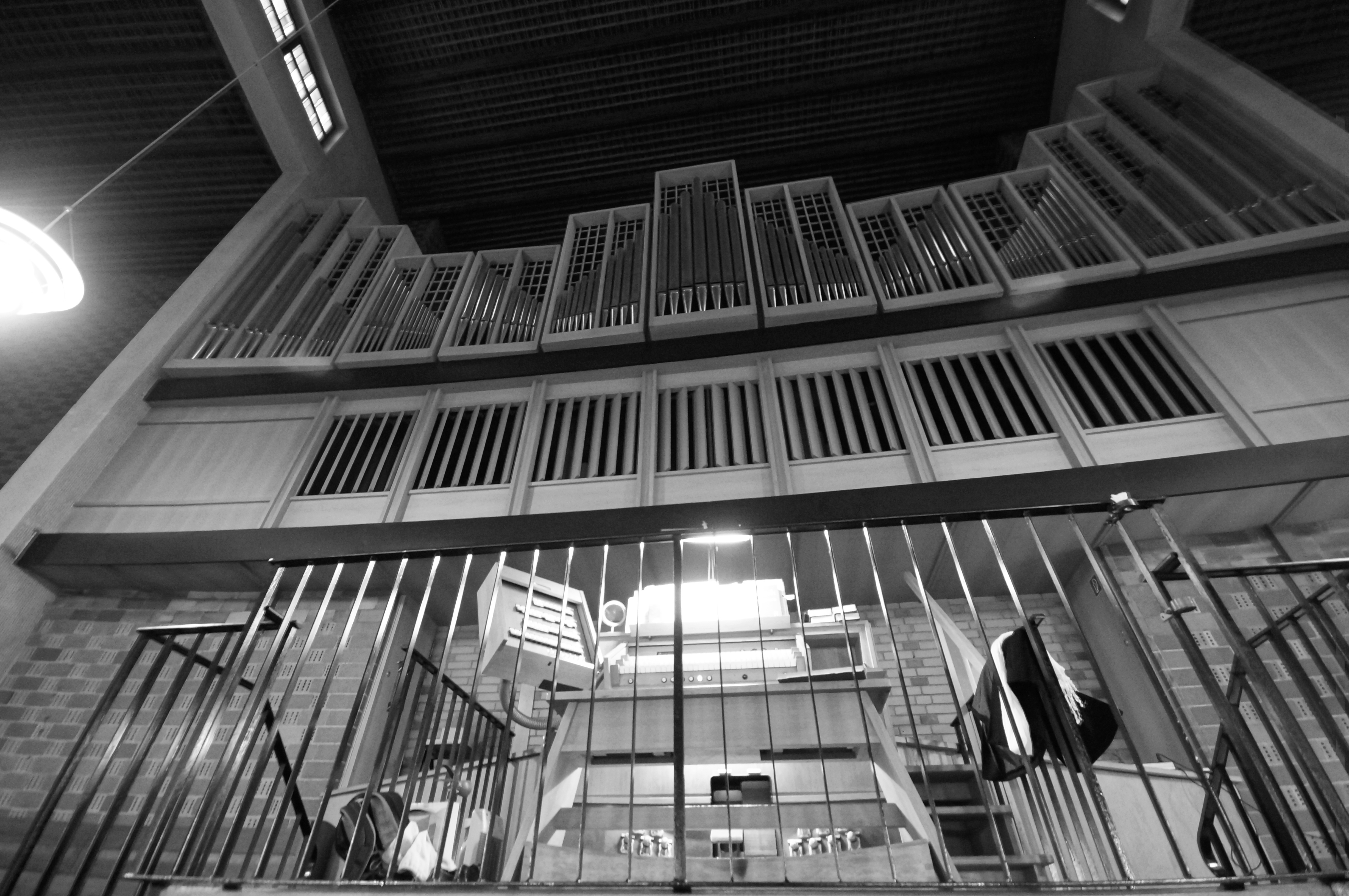
Kleuker-Orgel von 1972

Der Orgelbaumeister Detlef Kleuker baute 1971/1972 die Orgel der Gustav-Adolf-Kirche. Sie hat eine mechanische Ton- und eine elektrische Register-Traktur. Das Instrument verfügt über 41 Register, die auf drei Manuale und Pedal verteilt sind. Der Prospekt nimmt die gesamte Breite der Orgelempore ein. Das schwellbare Brustwerk befindet sich über dem Spieltisch hinter sieben Holzjalousien. Darüber sind Hauptwerk und Positiv in elf hochrechteckigen Kästen mit flachen Pfeifenfeldern angebracht. Sie sind W-förmig angeordnet und bis auf das mittlere Feld zweigeteilt. Das Pedalwerk ist hinterständig aufgestellt. Die Disposition ist neobarock geprägt und lautet wie folgt:
| I Positiv C–g3  |                      |
| Koppelflöte     | 08′                  |
| Spitzgedackt    | 08′                  |
| Prinzipal       | 04′                  |
| Nachthorn       | 04′                  |
| Waldflöte       | 02′                  |
| Quinte          | 01 ⁄3′               |
| Sesquialtera II | 02 ⁄3′               |
| Aliquot         | 08⁄7′ + 8⁄9′ + 8⁄11′ |
| Scharff V       | 01′                  |
| Dulcian         | 16′                  |
| Krummhorn       | 08′                  |
| Tremulant       |                      |

| II Hauptwerk C–g3 |        |
| Quintadena        | 16′    |
| Prinzipal         | 08′    |
| Rohrflöte         | 08′    |
| Oktave            | 04′    |
| Spillpfeife       | 04′    |
| Nasat             | 02 ⁄3′ |
| Oktave            | 02′    |
| Flachflöte        | 02′    |
| Mixtur VI         | 01 ⁄3′ |
| Scharf III        | 02⁄3′  |
| Trompete          | 08′    |

| III Brustwerk (schwellbar) C–g3 |        |
| Holzgedackt                     | 8′     |
| Spitzflöte                      | 4′     |
| Prinzipal                       | 2′     |
| Sifflöte                        | 1′     |
| Terzian II                      | 1 3⁄5′ |
| Zymbel IV                       | 2⁄3′   |
| Französische Oboe               | 8′     |
| Regal                           | 4′     |
| Tremulant                       |        |

| Pedal C–f1      |        |
| Prinzipal       | 16′    |
| Subbass         | 16′    |
| Oktavbass       | 08′    |
| Pommer          | 08′    |
| Choralbass      | 04′    |
| Nachthorn       | 02′    |
| Rauschpfeife II | 02 ⁄3′ |
| Mixtur VI       | 02′    |
| Posaune         | 16′    |
| Trompete        | 08′    |
| Clarine         | 04′    |

- Koppeln: I/II, III/II, I/P, II/P, III/P
- Spielhilfen: 6 Generalsetzer

## Glocken
Im Turm hängen vier Bronzeglocken, die 1964 von der Glocken- und Kunstgießerei Rincker gegossen wurden.
| Schlagton | Gewicht (kg) | Durchmesser (cm) | Höhe (cm) | Krone (cm) | Inschrift                                             |
| --------- | ------------ | ---------------- | --------- | ---------- | ----------------------------------------------------- |
| cis′      | 1722         | 145              | 130       | 19         | DEIN WILLE GESCHEHE.                                  |
| e′        | 1091         | 122              | 104       | 19         | FRIEDE SEI MIT EUCH.                                  |
| fis′      | 0724         | 108              | 087       | 17         | WIR WARTEN EINES NEUEN HIMMELS UND EINER NEUEN ERDE + |
| a′        | 0508         | 095              | 079       | 16         | DER HERR IST AUFERSTANDEN +                           |

## Evangelische Kirchengemeinde
Die Gustav-Adolf-Kirche und die beiden auf dem Gelände stehenden Häuser werden von der Evangelischen Kirchengemeinde Gustav-Adolf Berlin genutzt, einer von 19 evangelischen Kirchengemeinden im Kirchenkreis Charlottenburg-Wilmersdorf. Die Kirchengemeinde ist zudem Träger einer Kindertagesstätte direkt neben dem Bahnhof Jungfernheide. In der Gustav-Adolf-Kirche finden regelmäßig Gottesdienste statt sowie Andachten, Konzerte und andere Veranstaltungen.